# Homogenes System
Ein homogenes System ist  ein System, das aus gleichartigen Elementen besteht. Der Begriff wird auch häufig in der Physik oder Chemie verwendet.
In der Thermodynamik wird ein physikalisches System homogen genannt, wenn seine Zustandsvariablen an jeder Stelle im System gleich sind, wenn es also zum Beispiel in ihm keine Trennflächen zwischen makroskopischen Teilen des Systems gibt, an denen sich Eigenschaften und Zusammensetzung voneinander unterscheiden. Im Gegensatz dazu stehen die heterogenen Systeme.
Homogene Systeme sind z. B. 
- Gasgemische
- flüssige und feste Lösungen
- jeder chemisch homogene Körper, der sich völlig in ein und demselben Aggregatzustand befindet